# I, Tonya
I, Tonya (también conocida como Yo, Tonya en España y Yo soy Tonya en Latinoamérica) es una película biográfica estadounidense de drama estrenada en 2017, inspirada en la vida de la polémica patinadora olímpica Tonya Harding y su relación con el ataque a su rival Nancy Kerrigan. El filme fue dirigido por Craig Gillespie, escrito por Steven Rogers y protagonizado por Margot Robbie en el papel principal de Harding, Sebastian Stan como Jeff Gillooly y Allison Janney como LaVona Golden, la abusiva madre de Harding.
I, Tonya tuvo su estreno mundial en el Festival Internacional de Cine de Toronto el 8 de septiembre de 2017, siendo estrenada en los Estados Unidos el 8 de diciembre de 2017, recaudando 53 millones de dólares en todo el mundo, con un presupuesto de 11 millones de dólares. El filme fue bien recibido por los críticos, mientras que las actuaciones de Robbie y Janney fueron alabadas por los mismos.

## Sinopsis
Tonya Harding (Margot Robbie) es una prometedora patinadora artística estadounidense, la segunda en la historia y primera de su país capaz de completar en competición un salto de triple axel, pero a mitad de los años noventa su principal rival para los Juegos Olímpicos de Lillehammer 1994 era su compatriota Nancy Kerrigan (Caitlin Carver). Poco antes del inicio de la competición, Kerrigan sufre un ataque por un matón a sueldo, que intentó romperle la rodilla. La sombra de la sospecha recae entonces sobre el entorno de Tonya, desde su exmarido Jeff Gillooly (Sebastian Stan) hasta su guardaespaldas, Shawn Eckhardt (Paul Walter Hauser), y se ve cómo su matrimonio se verá entonces envuelto en problemas legales.

## Argumento
En la década de 1970, en Portland, Oregón, su madre abusiva, LaVona Harding, obliga a Tonya a patinar sobre hielo. A medida que Tonya crece, sus padres la sacan de la escuela para centrarse en su carrera de patinaje, mientras entrena con la entrenadora Diane Rawlinson. Tonya se convierte rápidamente en una de las mejores patinadoras artísticas de los Estados Unidos, pero se ve frenada por su reputación de "basura blanca", sus trajes caseros y su elección poco convencional de música de interpretación (ZZ Top).  A los 15 años, comienza a salir con Jeff Gillooly, de 18 años. Se casan, pero Jeff se vuelve abusivo. Cuando LaVona desprecia a Tonya por soportarlo, Tonya culpa a LaVona por haberla criado mal.
Después de una disputa con Diane, Tonya la despide y contrata a Dody Teachman como su nueva entrenadora.  Tonya se convierte en la primera patinadora artística femenina en completar dos saltos triples de Axel en competición. En los Juegos Olímpicos de Invierno de 1992, Tonya no logra mantener sus aterrizajes y termina cuarta. Derrotada, se muda de nuevo con Jeff y toma un trabajo como camarera, pero Diane la convence de entrenar para los Juegos Olímpicos de Invierno de 1994. El día de su competencia de noviembre de 1993 en los Campeonatos Regionales del Noroeste del Pacífico en Portland, Tonya recibe una amenaza de muerte y decide no competir. Como represalia, Jeff le ordena a su amigo Shawn Eckardt que envíe amenazas de muerte a la rival de Tonya, Nancy Kerrigan. Tonya hace una llamada telefónica tratando de localizar el campo de entrenamiento de Kerrigan y sus tiempos de práctica. Eckardt contrata a dos delincuentes ineptos para atacar a Kerrigan después de una sesión de práctica en Detroit. El 6 de enero de 1994, los secuaces de Eckardt golpean la rodilla de Kerrigan; por lo que ella no puede competir al día siguiente. Los secuaces contratados son arrestados.
La jactancia de Eckardt lleva rápidamente al FBI hacia él. Él culpa a Jeff, que se horroriza al saber que Eckardt dio órdenes más allá de enviar las cartas. Tonya califica para el equipo olímpico pero se da cuenta de que será declarada culpable por asociación. Ella va al FBI y les dice lo que hicieron Jeff y Eckardt, pero le muestran la transcripción de la entrevista a Jeff después de su arresto, y él corre a casa para confrontarla. Ella habla brevemente con Jeff, luego sale por la ventana y lo deja para siempre. Jeff luego implica a Tonya, diciendo que ella sabía sobre el ataque.
LaVona visita a Tonya y le ofrece sus amables palabras; sin embargo, cuando LaVona pregunta si Tonya sabía algo sobre el crimen, Tonya se da cuenta de que ella lleva una grabadora y la echa. Jeff, Eckardt y los secuaces están acusados, y la audiencia de Tonya se pospuso hasta después de los Juegos Olímpicos.  Tonya termina octava y Nancy Kerrigan gana la medalla de plata. Tonya evita la cárcel, pero se le prohíbe el patinaje artístico de por vida. Con el corazón roto, le ruega al juez que le de tiempo en la cárcel pero que no le quite lo único que sabe hacer. El juez se niega.
Jeff reconoce que arruinó la carrera de Tonya. Cambia su nombre, se vuelve a casar, abre una peluquería, se divorcia y se vuelve a casar. LaVona se muda al estado de Washington y tampoco tiene contacto con Tonya.  Tonya se vuelve a casar, se divorcia, se dedica al boxeo profesional y se convierte en paisajista, pintora y constructora de cubiertas. Ahora vive feliz con su hijo de siete años y su tercer esposo.

## Reparto
- Margot Robbie como Tonya Harding
- Mckenna Grace como Tonya Harding (joven)
- Maizie Smith como Tonya Harding (4 años)
- Julianne Nicholson como Diane Rawlinson
- Sebastian Stan como Jeff Gillooly
- Allison Janney como LaVona Fay Golden
- Caitlin Carver como Nancy Kerrigan
- Bojana Novakovic como Dody Teachman
- Paul Walter Hauser como Shawn Eckhardt
- Bobby Cannavale como Martin Maddox
- Dan Triandiflou como Bob Rawlinson
- Ricky Russert como Shane Stant
- Anthony Reynolds como Derrick Smith

## Lanzamiento

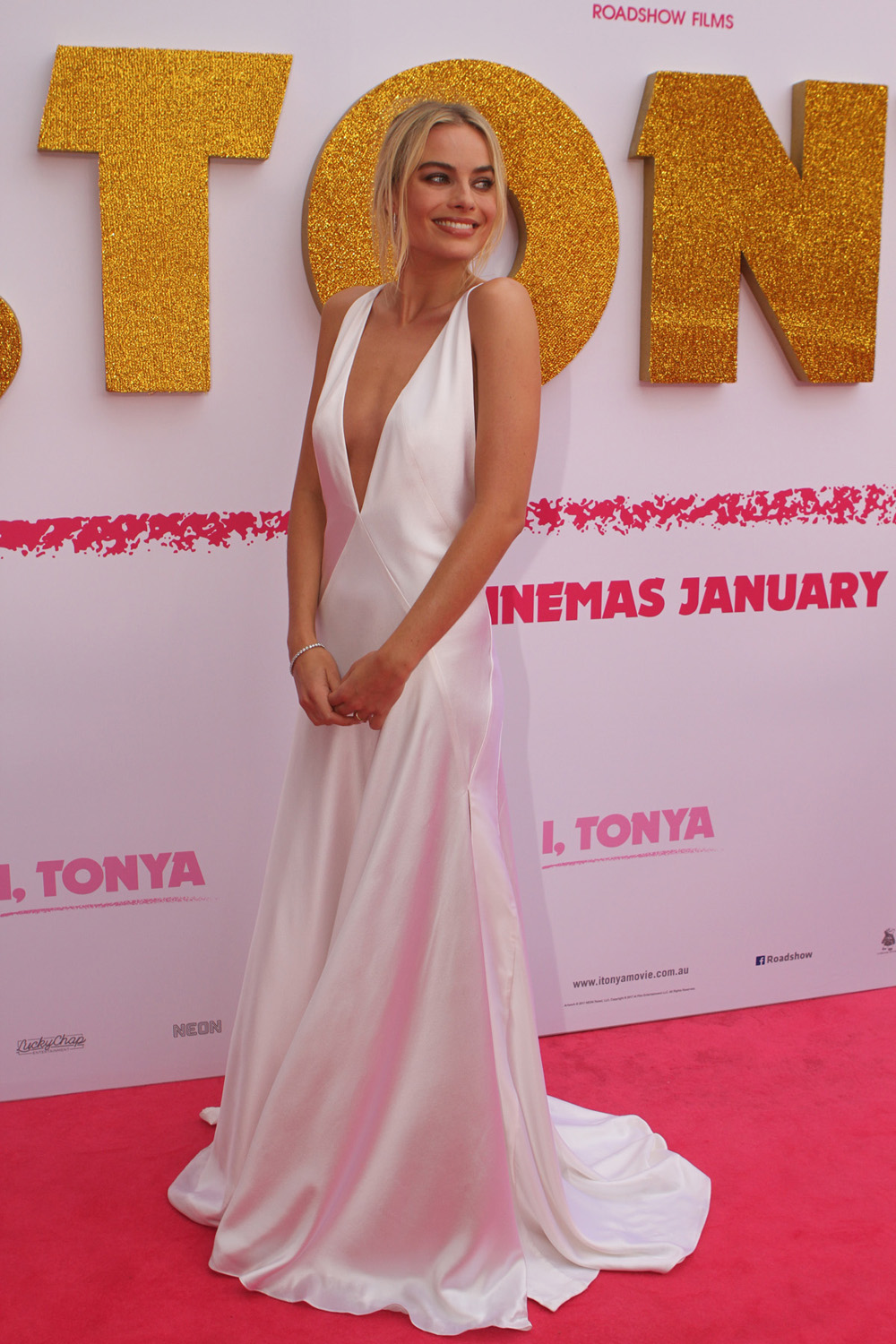
Margot Robbie en la premier de I, Tonya en Sídney, Australia, enero de 2018.

I, Tonya  se estrenó en el Festival Internacional de Cine de Toronto el 8 de septiembre de 2017.  Poco después, Neon adquirió los derechos de distribución de la película en los Estados Unidos. Fue estrenada en los cines el 8 de diciembre de 2017. Cuando se le preguntó a Nancy Kerrigan en enero de 2018 si había visto la película, esta respondió que no y que "yo era la víctima" y que estaba "simplemente ocupada viviendo mi vida."
La película fue lanzada en DVD y Blu-Ray el 13 de marzo de 2018.

## Recepción

### Críticas
I,Tonya ha recibido reseñas positivas de parte de la crítica y de la audiencia. En Rotten Tomatoes, la película posee una aprobación de 90 %, basada en 294 reseñas, con una calificación de 7.7/10, mientras que de parte de la audiencia ha recibido una aprobación de 89 %, basada en 9248 votos, con una calificación de 4.1/5. En Metacritic le han dado a la película una puntuación de 77 de 100, basada en 46 reseñas, indicando "reseñas generalmente favorables". En IMDb los usuarios le han dado una puntuación de 7.5/10, sobre la base de 233 000 votos.

### Premios y nominaciones
| Premio               | Categoría                          | Nominados                             | Resultado |
| -------------------- | ---------------------------------- | ------------------------------------- | --------- |
| Premios Óscar        | Mejor actriz                       | Margot Robbie                         | Nominada  |
| Premios Óscar        | Mejor actriz de reparto            | Allison Janney                        | Ganadora  |
| Premios Óscar        | Mejor montaje                      | Tatiana S. Riegel                     | Nominada  |
| Premios Globo de Oro | Mejor actriz - Comedia o musical   | Margot Robbie                         | Nominada  |
| Premios Globo de Oro | Mejor película - Comedia o musical | Margot Robbie, Steven Rogers          | Nominada  |
| Premios Globo de Oro | Mejor actriz de reparto            | Allison Janney                        | Ganadora  |
| Premios BAFTA        | Mejor actriz                       | Margot Robbie                         | Nominada  |
| Premios BAFTA        | Mejor diseño de vestuario          | Jennifer Johnson                      | Nominada  |
| Premios BAFTA        | Mejor maquillaje y peluquería      | Deborah La Mia Denaver y Adruitha Lee | Nominada  |
| Premios BAFTA        | Mejor guion original               | Steven Rogers                         | Nominado  |
| Premios BAFTA        | Mejor actriz de reparto            | Allison Janney                        | Ganadora  |